# Kameralamt Güglingen
Das Kameralamt Güglingen war eine Einrichtung des Königreichs Württemberg, die im Amtsbezirk Besitz und Einkommen des Staates verwaltete. Es bestand von 1806 bis 1922 in Güglingen. Das Kameralamt wurde im Rahmen der Neuordnung der Staatsfinanzverwaltung im Königreich Württemberg geschaffen. 

## Geschichte
Dem Kameralamt Güglingen wurden unter anderem das Amt Stocksberg sowie infolge der Aufhebung des Hofkameralamts Ochsenburg verschiedene Gefällorte eingegliedert. Dagegen wurden vom Kameralamt Güglingen der Kirbachhof und das Schlossgut Magenheim an das Hofkameralamt Freudental abgetreten.
Laut Verordnung vom 30. April 1807 wurde die Kellerei und Verwaltung in Güglingen zu einem Kameralamt vereinigt worden.
Gemäß Verordnung vom 4. Juni 1819 wurden dem Kameralamt Güglingen die Forst- und Jagdgefälle der Reviere Kleingartach und Sternenfels im Forstamt Sachsenheim zugeteilt.
Durch Verfügung vom 8. Juli 1837 wurde die Vereinigung der Kameralämter Brackenheim und Güglingen mit dem Sitz in Güglingen angeordnet, wodurch das Kameralamt Güglingen den gesamten Oberamtsbezirk Brackenheim umfasste.